# 第35師団 (日本軍)
第35師団（だいさんじゅうごしだん）は、大日本帝国陸軍の師団の一つ。

## 沿革

### 大陸戦線
盧溝橋事件後華北から華中・華南へと戦線が拡大し日中戦争が泥沼化するなかで、占領地の警備や治安維持を目的として1939年（昭和14年）2月7日に新設された師団の一つであり、同時に第32師団・第33師団・第34師団・第36師団・第37師団が新設された。また同年6月30日には第38師団・第39師団・第40師団・第41師団が新設された。
編成後北支那方面軍隷下、黄河北岸の新郷に在って、ほかの治安師団と同様に1939年夏以降に行われたさまざまな治安作戦に参加する。
太平洋戦争開戦後も北支那方面軍隷下華北に在り占領地の警備や治安作戦に従事した。1943年（昭和18年）、中国に駐屯する部隊の改編があり、この時に第35師団も乙師団で丙師団へ改編された。5月1日、野砲兵第35連隊が廃止され、砲兵力を欠いての作戦遂行を強いられることとなった。以後、第12軍に編入され、山東省方面の治安粛正の諸作戦に従事した。同年7月中旬から師団長は、第59師団の歩兵第54旅団主力を指揮し、十八夏太行作戦に参加、省境付近の中共軍を掃討した。

### 太平洋戦線
1944年（昭和19年）2月に南方への移動が決定され、配属砲兵隊として3月2日に満州の独立山砲兵第4連隊が師団に編合され、ハルマヘラ島の第2軍に編入された。当初には、第31軍所属として、マリアナに転用される予定であったのだが、急遽第2軍に編入され、西部ニューギニアへと進出することになった。第一次輸送部隊として歩兵第219連隊はパラオを経由して、無事に進出を終えた。しかし、第二次輸送部隊の師団主力は竹一船団としてマノクワリへ向かう途中、輸送船が米軍潜水艦の攻撃を受けてしまった。独立山砲兵第4連隊は壊滅し、他の部隊も多数の人員と装備を失い、残存部隊はハルマヘラ島に上陸した。
その後、師団主力は海軍艦艇で輸送され、ニューギニア島西端のソロンまでは到達できた。ソロンに進出後、歩兵第220連隊を含む師団主力はソロン地区、歩兵第219連隊はヌンホル島、歩兵第221連隊はマノクワリ地区に配置された。以後各部隊は、現地で連合軍の上陸に備え防衛体制の整備に着手した。
米軍は、同年5月27日にビアク島に上陸を開始した。この時師団は、歩兵第219連隊の第2大隊と歩兵第221連隊の第2大隊を基幹として、約2,500名の将兵をビアク島に増員兵力へ派遣したが、全滅した。その後、到処で師団所属の各部隊の被害が続出した。7月2日には、米軍がヌンホル島に上陸、歩兵第219連隊も激戦のすえ全滅した。7月31日には、連合軍がサンサポール地区に上陸を開始、師団主力は連合軍との戦闘に参加し、これを迎撃するが、敗退した。以後、現地で連合軍と交戦を続いた。
1945年（昭和20年）5月にソロンの本拠地に撤退して、連合軍の上陸に備え防衛体制を整えるなかで終戦を迎えた。ソロンの陸海軍部隊は米軍により孤立しながらも、サクサク（サゴヤシ澱粉）の採取などで現地自活し多くが終戦まで持ちこたえた。

## 師団概要

### 歴代師団長
- 前田治 中将：1939年（昭和14年）3月9日 - 1940年5月23日 病没
- 原田熊吉 中将：1940年（昭和15年）5月25日 - 1942年3月2日[1]
- 重田徳松 中将：1942年（昭和17年）3月2日 - 1943年2月28日[2]
- 坂西一良 中将：1943年（昭和18年）2月28日 - 1944年3月4日[2]
- 池田浚吉 中将：1944年（昭和19年）3月4日 - 終戦[3]

### 参謀長
- 白滝理四郎 歩兵大佐：1939年（昭和14年）3月25日[4] - 1941年10月15日
- 山本笹樹 大佐：1941年（昭和16年）10月15日[5] - 1942年12月1日
- 小林公雄 中佐：1942年（昭和17年）12月1日 - 終戦[6]

### 最終所属部隊
- 歩兵第219連隊（甲府）：清水季貞大佐
- 歩兵第220連隊（東京）：金井塚勇吉大佐
- 歩兵第221連隊（佐倉）：鈴木友吉大佐
- 独立山砲兵第4連隊：春山雄一大佐
- 第35師団通信隊：若松軍吉少佐
- 第35師団衛生隊：草野昌蔵大佐
- 第35師団工兵隊：米山直一少佐
- 第35師団輜重隊：片倉春人少佐
- 第35師団海上輸送隊：太郎田喜友中佐
- 第35師団野戦病院：兼島景徳軍医少佐
- 第35師団病馬廠：佐久間忠大尉